# Sinojackia rehderiana
Sinojackia rehderiana là một loài thực vật có hoa trong họ Bồ đề. Loài này được Hu miêu tả khoa học đầu tiên năm 1930.

## Hình ảnh

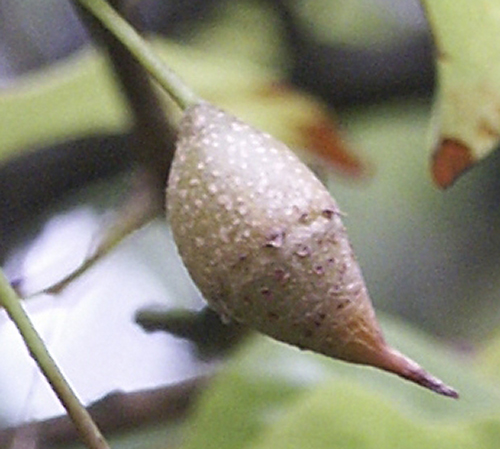
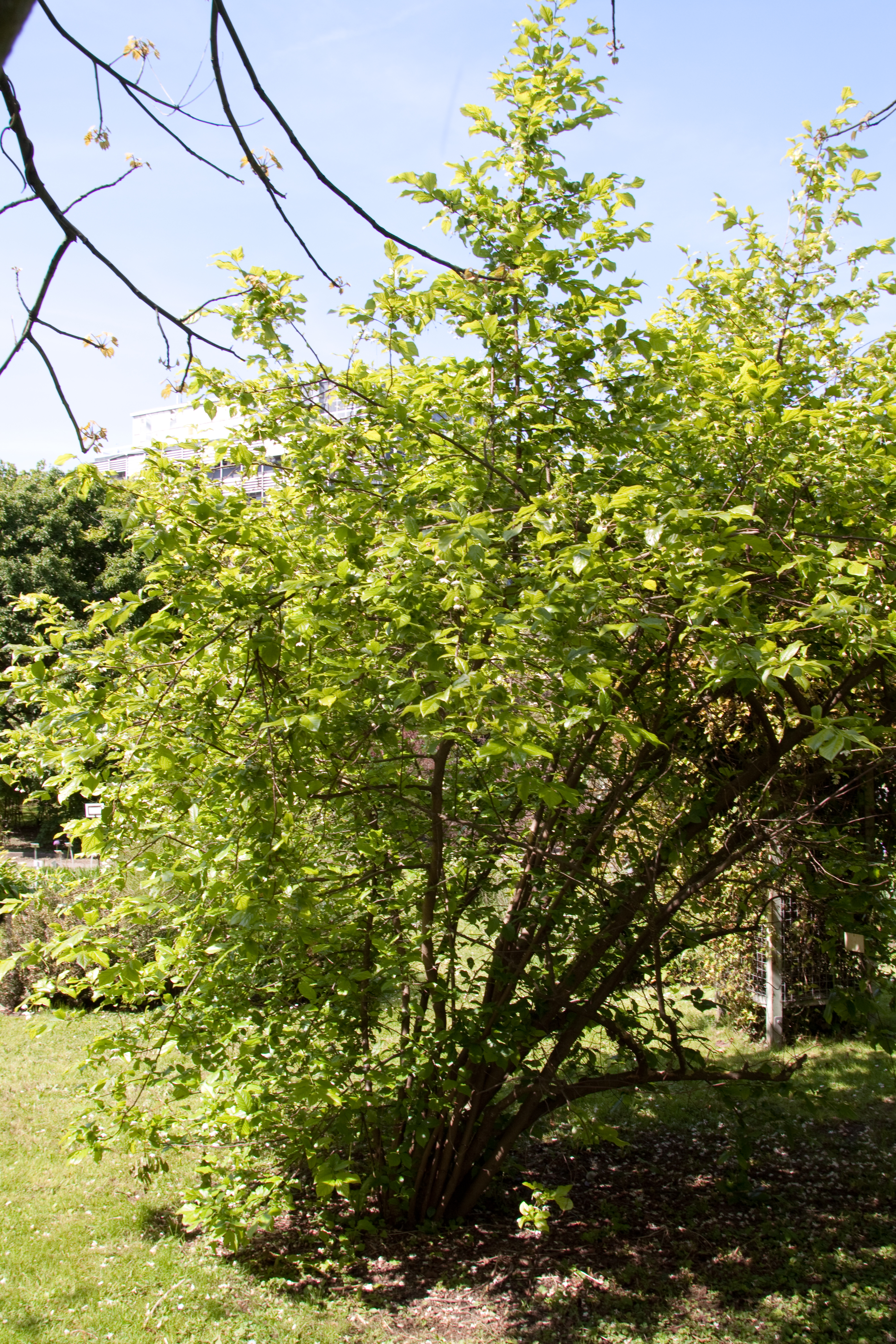
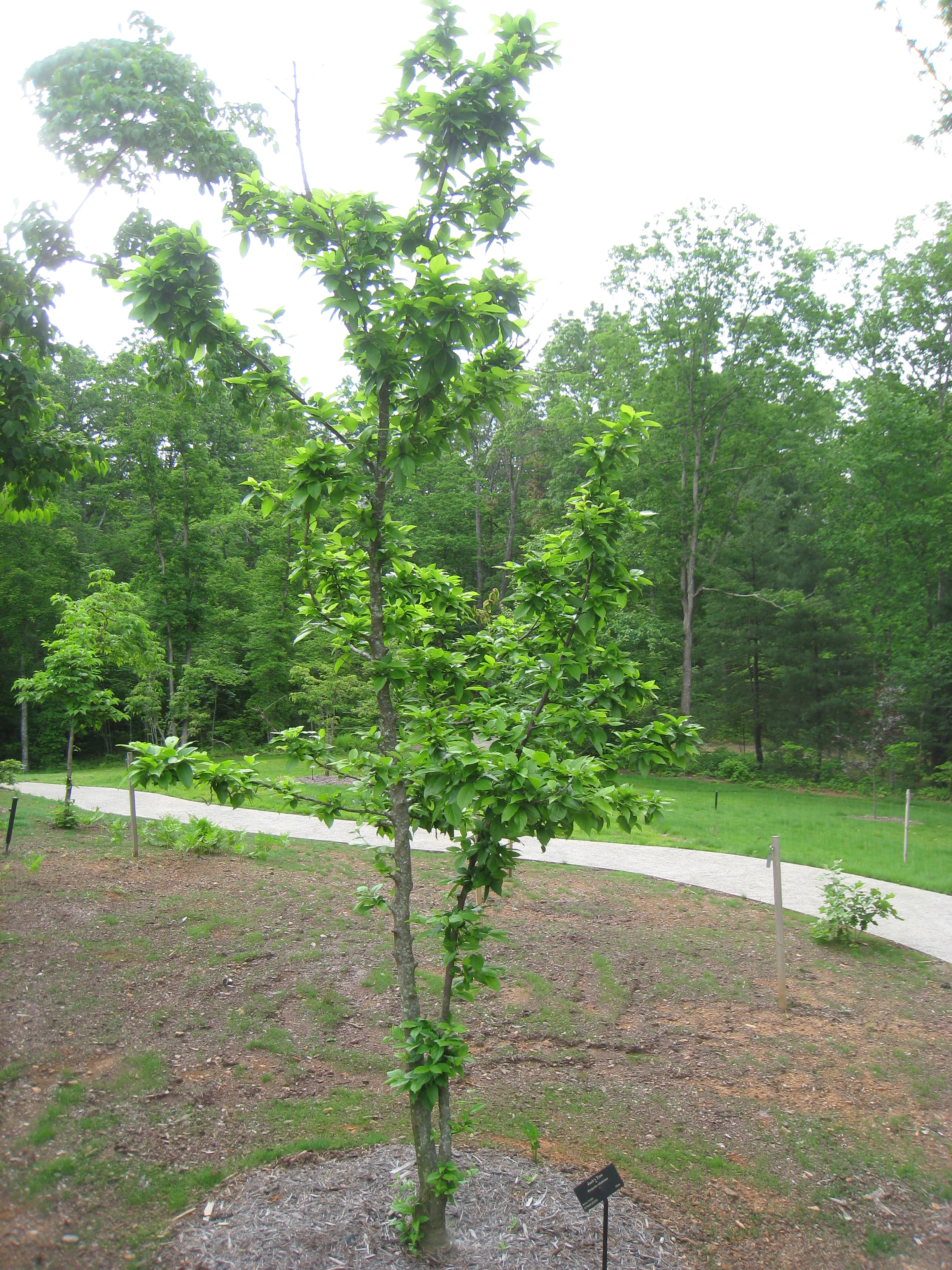
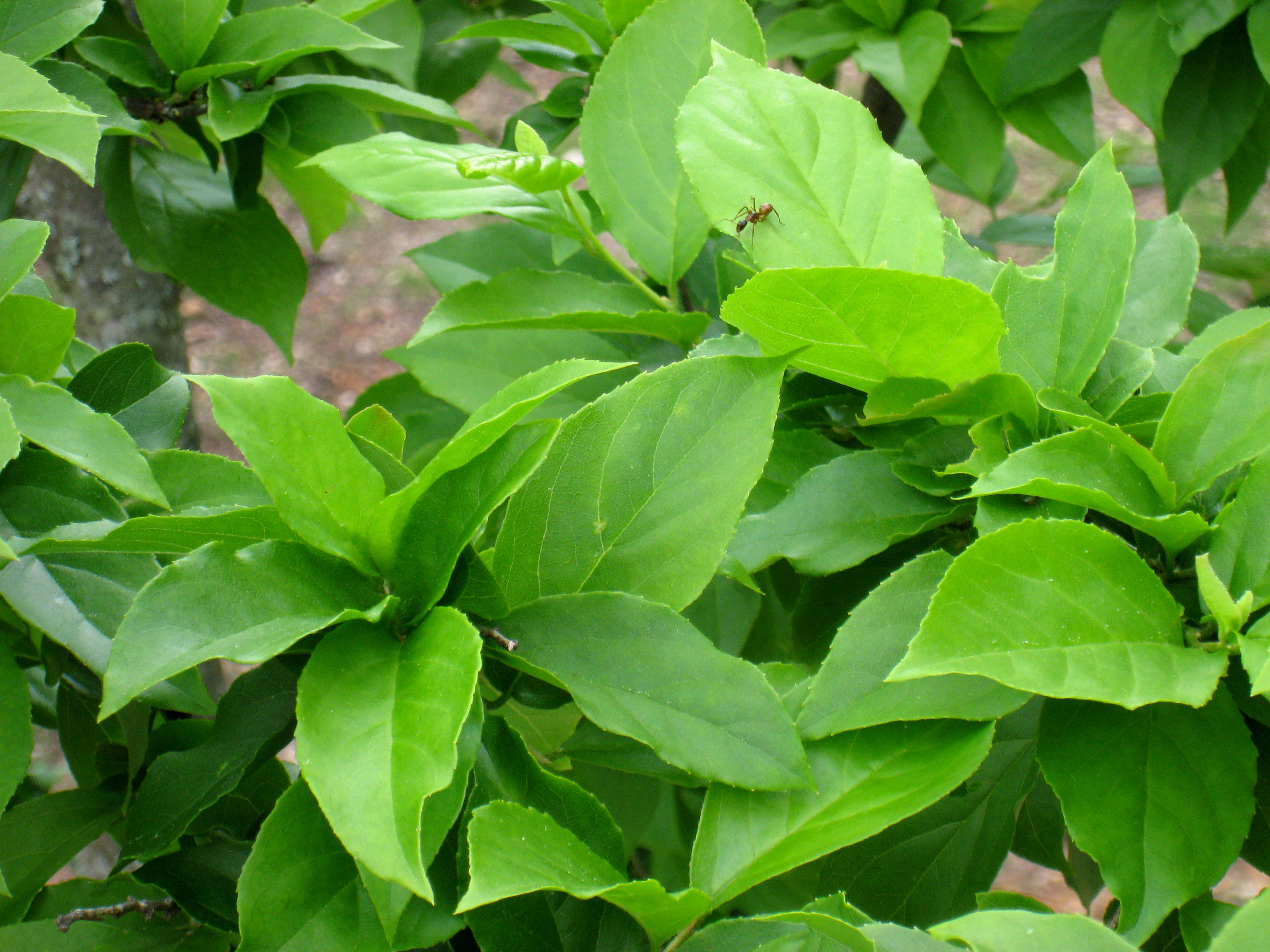